# Тъпомуцунеста гущероглава риба
Тъпомуцунестите гущероглави риби (Trachinocephalus myops) са вид актиноптери от семейство Риби гущер (Synodontidae).
Те са незастрашен вид.
Таксонът е описан за пръв път от Йохан Райнхолд Форстер през 1801 година.